# 蒙哥馬利縣 (俄亥俄州)
蒙哥馬利縣（英語：Montgomery County）是美国俄亥俄州西南部的一個縣，面積1,203平方公里。根據2020年美國人口普查，共有人口537,309人。縣治代頓。該縣成立於1803年5月1日，縣名紀念美國獨立戰爭中戰死的理查德·蒙哥马利。